# Герштанський Дем'ян Йосипович
Герштанський Дем'ян Йосипович (Даміан Іосифович) (1851, с. Тараж Кременецького повіту Волинської губернії, нині — Старий Тараж Кременецького району Тернопільської області — †5 травня 1936, Володимир-Волинський) — православний священник, громадський діяч.

## З життєпису
Навчався у Волинській духовній семінарії, працював учителем в 4-класній духовній школі у с. Мильці Ковельського повіту Волинської губернії. З 1886 р. — священник у Володимирі-Волинському (протопресвітер). Викладав у місцевому двокласному міському училищі. У 1907 р. обраний депутатом до Другої Державної Думи Росії. У 1922—1928 рр. — член Сенату Другої Речі Посполитої Польської від Волинського воєводства (діяч «Українського клубу»). Автор публікацій у періодиці.
Похований на Лодомирському кладовищі у м. Володимир-Волинський Волинської області.
| українська персоналія | Це незавершена стаття про особу, що має стосунок до України. Ви можете допомогти проєкту, виправивши або дописавши її. |